# Egito nos Jogos Olímpicos de Verão de 1996
O Egito participou dos Jogos Olímpicos de Verão de 1996 em Atlanta, Estados Unidos. A delegação foi composta por 29 desportistas que competiram em oito esportes.

## Desempenho

### Boxe
| Atleta                 | Peso        | Fase de 32              | Oitavas de final       | Quartas de final       | Semifinais             | Final                  | Final |
| Atleta                 | Peso        | Adversário e resultado  | Adversário e resultado | Adversário e resultado | Adversário e resultado | Adversário e resultado | Pos.  |
| ---------------------- | ----------- | ----------------------- | ---------------------- | ---------------------- | ---------------------- | ---------------------- | ----- |
| Salim Kbary            | Médio       | CUB A. Hernández D 2–11 | Não avançou            | Não avançou            | Não avançou            | Não avançou            | =17º  |
| Mahmoud Khalifa        | Meio-pesado | CUB F. Rojas D 9–20     | Não avançou            | Não avançou            | Não avançou            | Não avançou            | =17º  |
| Moustafa Amrou Mahmoud | Pesado      | RUS I. Kshinin D 4–17   | Não avançou            | Não avançou            | Não avançou            | Não avançou            | =17º  |
| Said Ahmed Ahmed       | Superpesado |                         | GER R. Monse D 9–12    | Não avançou            | Não avançou            | Não avançou            | =9º   |

### Halterofilismo
| Atleta          | Categoria           | Arranque | Arranque | Arremesso | Arremesso | Total | Total |
| Atleta          | Categoria           | Kg       | Pos.     | Kg        | Pos.      | Kg    | Pos.  |
| --------------- | ------------------- | -------- | -------- | --------- | --------- | ----- | ----- |
| Tharwat Bendary | Até 99 kg masculino | 205,0    | 10º      | 167,5     | 12º       | 372,5 | 11º   |

### Handebol
Masculino
| Equipe | Fase de grupos                                                                                     | Fase de grupos | Semifinal              | Final                                   | Pos. |
| Equipe | Adversário e resultado                                                                             | Pos.           | Adversário e resultado | Adversário e resultado                  | Pos. |
| --- | -------------------------------------------------------------------------------------------------- | -------------- | ---------------------- | --------------------------------------- | ---- |
| Ahmed El-Awady Ahmed El-Attar Ahmed Ali Hosam Abdallah Mahmoud Soliman Gohar Mohamed Yasser Mahmoud Khaled Mahmoud Ayman El-Alfy Mohamed Bakir El-Nakib Amro El-Geioushy Ashraf Mabrouk Awaad Ayman Abdel Hamid Soliman Ahmed Belal Saber Belal Hussein Sameh Abdel Waress | ALG Argélia V 19–16 BRA Brasil V 31–20 GER Alemanha V 24–22 FRA França D 20–25 ESP Espanha D 19–20 | 3º (gr. B)     | Não avançou            | Disputa do 5º lugar: RUS Rússia D 26–29 | 6º   |

### Judô
Feminino
| Atleta     | Categoria | Pos. |
| ---------- | --------- | ---- |
| Heba Hefny | +72 kg    | =9º  |

Masculino
| Atleta             | Categoria | Pos. |
| ------------------ | --------- | ---- |
| Bassel El-Gharbawy | -95 kg    | =21º |

### Lutas
Masculino
| Atleta                  | Categoria              | Fase de 32             | Oitavas de final                                    | Quartas de final       | Semifinais             | Final                  | Final |
| Atleta                  | Categoria              | Adversário e resultado | Adversário e resultado                              | Adversário e resultado | Adversário e resultado | Adversário e resultado | Pos.  |
| ----------------------- | ---------------------- | ---------------------- | --------------------------------------------------- | ---------------------- | ---------------------- | ---------------------- | ----- |
| Moustafa Ramada Hussain | Greco-romana até 90 kg | GER M. Bullmann D 0–3  | Repescagem: MAR A. Essafoui V 4–0 CZE M. Švec D 4–8 | Não avançou            | Não avançou            | Não avançou            | 14º   |

### Natação
Feminino
| Atleta        | Evento      | Eliminatórias | Eliminatórias | Final       | Final       |
| Atleta        | Evento      | Res.          | Pos.          | Res.        | Pos.        |
| ------------- | ----------- | ------------- | ------------- | ----------- | ----------- |
| Rania El-Wani | 50 m livre  | 26.26         | 6º/bat. 7     | Não avançou | Não avançou |
| Rania El-Wani | 100 m livre | 56.89         | 6º/bat. 5     | Não avançou | Não avançou |
| Rania El-Wani | 200 m livre | 2:06.94       | 5º/bat. 3     | Não avançou | Não avançou |

Masculino
| Atleta             | Evento          | Eliminatórias | Eliminatórias | Final       | Final       |
| Atleta             | Evento          | Res.          | Pos.          | Res.        | Pos.        |
| ------------------ | --------------- | ------------- | ------------- | ----------- | ----------- |
| Tamer Hamed Zinhom | 50 m livre      | 24.02         | 5º/bat. 4     | Não avançou | Não avançou |
| Tamer Hamed Zinhom | 100 m livre     | 52.16         | 8º/bat. 4     | Não avançou | Não avançou |
| Tamer Hamed Zinhom | 100 m borboleta | 56.46         | 8º/bat. 4     | Não avançou | Não avançou |

### Remo
Masculino
| Atleta      | Evento        | Eliminatórias | Eliminatórias | Repescagem | Repescagem | Semifinais | Semifinais | Final   | Final   |
| Atleta      | Evento        | Res.          | Pos.          | Res.       | Pos.       | Res.       | Pos.       | Res.    | Pos.    |
| ----------- | ------------- | ------------- | ------------- | ---------- | ---------- | ---------- | ---------- | ------- | ------- |
| Ali Ibrahim | Skiff simples | 7:41.17       | 3º/bat. 3 (R) | 7:45.64    | 2º/bat. 2  | 7:22.43    | 4º/bat. 1  | 6:52.11 | 2º (FB) |

### Tiro
Masculino
| Atleta           | Evento | Eliminatórias | Eliminatórias | Final       | Final       |
| Atleta           | Evento | Res.          | Pos.          | Res.        | Pos.        |
| ---------------- | ------ | ------------- | ------------- | ----------- | ----------- |
| Mohamed Khorshed | Skeet  | 113           | =45º          | Não avançou | Não avançou |
| Moustafa Hamdy   | Skeet  | 112           | =49º          | Não avançou | Não avançou |

Legenda
| Recorde mundial      | Recorde mundial (World record)               |                       | Recorde africano                      | Recorde africano (African) |                                           | Q | Classificado por posição (Qualified) |
| Recorde olímpico     | Recorde olímpico (Olympic record)            | Recorde da América    | Recorde da América (Americas)         | q                          | Classificado por melhor tempo (Qualified) |   |                                      |
| Melhor marca do ano  | Melhor marca do ano (World leading)          | Recorde asiático      | Recorde asiático (Asian)              | DNS                        | Não largou (Did not start)                |   |                                      |
| Recorde nacional     | Recorde nacional (National record)           | Recorde europeu       | Recorde europeu (European)            | DNF                        | Não terminou (Did not finish)             |   |                                      |
| Recorde pessoal      | Recorde pessoal do atleta (Personal best)    | Recorde da Oceania    | Recorde da Oceania (Oceania)          | DSQ / DQ                   | Desclassificado (Disqualified)            |   |                                      |
| Recorde da temporada | Recorde da temporada do atleta (Season best) | Recorde sul-americano | Recorde sul-americano (South America) | NM                         | Sem marca (No mark)                       |   |                                      |

### Remo
| S | Classificado(a) para as semifinais |    |                        | FA | Final A (disputa de medalhas) |  |  | FD | Final D (sem medalhas) |
| Q | Classificado(a) para as quartas    | FB | Final B (sem medalhas) | FE | Final E (sem medalhas)        |  |  |    |                        |
| R | Classificado(a) para a repescagem  | FC | Final C (sem medalhas) | FF | Final F (sem medalhas)        |  |  |    |                        |